# Hagyomány (jog)
A hagyomány mint jogi fogalom az öröklési jog alá tartozik. A hagyomány a lehetséges végrendeleti juttatások egyike. A hagyomány nem teszi a hagyományost (vagyis azt a személyt, akinek ezt juttatják) az örökhagyó egyetemes jogutódává.

## Fajai
1. dologi hagyomány - a hagyatékban meglevő valamely dolog juttatása;
2. kötelmi hagyomány - az örökös kötelezése a hagyományos irányában valamely kötelezettség teljesítésére;
3. előhagyomány - olyan juttatás az örökös számára, amellyel nem felel a hagyatéki tartozásokért.

### A római jogban
A római jogban a legatum a mai polgári jogi jogintézményhez hasonló tartalmú volt.
A legatum a végrendelet útján megtiszteltnek (persona honorata, legatarius) juttatott kedvezmény volt, amely az öörköst terhelte vagy a hagyományost. Alakja kezdetben parancs volt (elnevezése is a legere igére utal ), utóbb ugyanezt a célt formátlanul el lehetett érni a fidei comissium útján. A legatum az örököst terhelte vagy a hagyományost.
A legatum  joghatása többféle lehetett:
- tulajdonjogot adhatott a megtiszteltnek (legatio per vincidationem) vagy
- kötelmi igényt nyujthatott a megterhelt ellen vagy adásra (legatum per damnationem) vagy tűrésre (legetum sinendi modo) vagy
- jogot az örököstársak ellenében valamely hagyatéki dolog előzetes átengedésére (legatio per praeceptionem).

A XII táblás törvény bevezette a végrendelkezési szabadságot és vele a korlátlan hagyományozást. Csakhamar azonban szükségesnek bionyult a megszorítása.
Ezt célozta  a lex Falcidia, a Falcidius néptribun indítványára Kr. e. 40-ben hozott római törvény. Eszerint senki sem tehet vagyonának 3/4-részét meghaladó hagyományokat, ellenkező esetben az örökös jogosult arra, hogy  - amennyiben a negyedrész kiegészítésére szükségesek - a hagyományokból arányos levonásokat tegyen.

## A hatályos Ptk-ban

### A hagyomány megszerzése
Az örökség megszerzésére vonatkozó szabályokat a hagyományra és a meghagyásra megfelelően alkalmazni kell.

### Hagyományrendelés
Hagyomány a hagyatékban meglevő valamely vagyontárgynak meghatározott személy részére juttatása, ha az ilyen részesedés nem minősül öröklésnek (dologi hagyomány).
Hagyományrendelés az is, ha az örökhagyó örökösét arra kötelezi, hogy a hagyományosnak vagyoni szolgáltatást teljesítsen (kötelmi hagyomány).
Hagyományt az örökös javára is lehet rendelni. Hagyománnyal azt is lehet terhelni, aki maga is hagyományos. Kétség esetén a hagyomány az örököst terheli.

## Az 1959. évi IV. törvényben
A korábbi Polgári törvénykönyv meghatározása szerint hagyomány a hagyatékban meglevő valamely vagyontárgynak közvetlenül meghatározott személy részére juttatása, ha az ilyen részesedés nem minősül öröklésnek.
- Hagyományrendelés az is, ha az örökhagyó örökösét arra kötelezi, hogy a hagyományosnak vagyoni szolgáltatást teljesítsen.[10]
- Hagyományt magának az örökösnek a  javára is lehet rendelni (előhagyomány). Hagyománnyal azt is lehet terhelni, aki maga is hagyományos (alhagyomány). Kétség esetében a hagyomány az örököst terheli.[11]
- Ugyanarra a szolgáltatásra közösen nevezett hagyományosokat ugyanolyan feltétellel illeti egymás után a növedékjog, mint a meghatározott hagyatéki tárgyra nevezett örökösöket.[12]
- A hagyományrendeléstől különbözik a meghagyás, mivel az utóbbi követelésére más nem válik jogosulttá.[13]
- A hagyományra és a meghagyásra – amennyiben a rájuk vonatkozó rendelkezésekből más nem következik – a végrendeleti öröklés szabályait kell megfelelően alkalmazni.[14]